# Klasyka Marvela
Klasyka Marvela (ang. Marvel Classic) – linia wydawnicza Egmont Polska, w skład której wchodzą klasyczne komiksy wydawnictwa Marvel Comics.
W Polsce wybrane komiksy ukazują się od października 2016 roku w formie tomów zbiorczych w twardej oprawie zawierających pełne historie lub kilka, a niekiedy więcej zeszytów oryginalnych serii.

## Lista tomów Klasyki Marvela wydanych w Polsce
| Lp. | Tytuł polski                                                     | Tytuł oryginalny                                                                                   | Zawartość | Data polskiego wydania |
| --- | ---------------------------------------------------------------- | -------------------------------------------------------------------------------------------------- | --- | ---------------------- |
| 1   | Doktor Strange – Początki i zakończenia                          | Strange: Beginnings & Endings                                                                      | Zeszyty Strange #1-6 (listopad 2004-lipiec 2005) | 05.10.2016             |
| 2   | Elektra – Assassin                                               | Elektra: Assassin                                                                                  | Zeszyty Elektra Assassin #1-8 (sierpień 1986-marzec 1987) | 23.11.2016             |
| 3   | Wojna domowa                                                     | Civil War                                                                                          | Zeszyty Civil War #1-7 (lipiec 2006-styczeń 2007) | 07.12.2016             |
| 4   | Anihilacja – tom 1                                               | Annihilation Book One                                                                              | Zeszyty Drax the Destroyer #1-4 (listopad 2005-luty 2006), Annihilation: Prologue (maj 2006) oraz Annihilation: Nova #1-4 (czerwiec-wrzesień 2006) | 25.01.2017             |
| 5   | Deadpool Classic – tom 1                                         | Deadpool Classic Vol. 1                                                                            | Zeszyt New Mutants (vol. 1) #98 (luty 1991), Deadpool: Sins of the Past (sierpień-listopad 1994), Deadpool (vol.1) #1 (styczeń 1997) oraz zeszyty Deadpool: The Circle Chase (sierpień-listopad 1993) | 15.02.2017             |
| 6   | X-Men: Mordercza Geneza                                          | X-Men: Deadly Genesis                                                                              | Zeszyty X-Men: Deadly Genesis #1-6 (styczeń-czerwiec 2006) | 15.03.2017             |
| 7   | Punisher MAX – tom 1                                             | Punisher MAX Vol. 1                                                                                | Zeszyty The Punisher (vol. 7) #1-12 (marzec-grudzień 2004) | 05.04.2017             |
| 8   | Anihilacja – tom 2                                               | Annihilation Book Two                                                                              | Zeszyty Annihilation: Super Skrull #1-4 (czerwiec-wrzesień 2006), Annihilation: Ronan #1-4 (czerwiec-wrzesień 2006) oraz Annihilation: Silver Surfer #1-4 (czerwiec-wrzesień 2006) | 10.05.2017             |
| 9   | Czarna Wdowa: Powrót do domu                                     | Black Widow: Homecoming                                                                            | Zeszyty Black Widow (vol. 3) #1-6 (listopad 2004-kwiecień 2005) oraz Black Widow: The Things They Say About Her #1-6 (listopad 2005-kwiecień 2006) | 07.06.2017             |
| 9   | Czarna Wdowa: Powrót do domu                                     | Black Widow: The Things They Say About Her                                                         | Zeszyty Black Widow (vol. 3) #1-6 (listopad 2004-kwiecień 2005) oraz Black Widow: The Things They Say About Her #1-6 (listopad 2005-kwiecień 2006) | 07.06.2017             |
| 10  | Deadpool Classic – tom 2                                         | Deadpool Classic Vol. 2                                                                            | Zeszyty Deadpool (vol. 1) #2-8 (luty-wrzesień 1997) oraz zeszyt Daredevil/Deadpool Annual #1997 (wrzesień 1997) | 05.07.2017             |
| 11  | Punisher MAX – tom 2                                             | Punisher MAX Vol. 2                                                                                | Zeszyty The Punisher (vol. 7) #13-24 (styczeń-październik 2005) | 02.08.2017             |
| 12  | Hulk: Koniec i inne opowieści                                    | Incredible Hulk: Future Imperfect                                                                  | Zeszyty Incredible Hulk: Future Imperfect (vol.1) #1-2 (grudzień 1992-styczeń 1993), Incredible Hulk: The End (sierpień 2002) oraz Marvel Knights: Hulk – Transformè #1-4 (luty-maj 2014) | 20.09.2017             |
| 12  | Hulk: Koniec i inne opowieści                                    | Incredible Hulk: The End                                                                           | Zeszyty Incredible Hulk: Future Imperfect (vol.1) #1-2 (grudzień 1992-styczeń 1993), Incredible Hulk: The End (sierpień 2002) oraz Marvel Knights: Hulk – Transformè #1-4 (luty-maj 2014) | 20.09.2017             |
| 12  | Hulk: Koniec i inne opowieści                                    | Marvel Knights: Hulk – Transformè                                                                  | Zeszyty Incredible Hulk: Future Imperfect (vol.1) #1-2 (grudzień 1992-styczeń 1993), Incredible Hulk: The End (sierpień 2002) oraz Marvel Knights: Hulk – Transformè #1-4 (luty-maj 2014) | 20.09.2017             |
| 13  | Daredevil Nieustraszony – tom 1                                  | Daredevil: The Man Without Fear! by Brian Michael Bendis & Alex Maleev: Ultimate Collection Book 1 | Zeszyty Daredevil (vol. 2) #16-19, 26-40 (maj-sierpień 2001, grudzień 2001-luty 2003) | 25.10.2017             |
| 14  | Wolverine: Jason Aaron – tom 1                                   | Wolverine by Jason Aaron: The Complete Collection Vol. 1                                           | Zeszyty Wolverine (vol. 3) #56, 62-65, 73-74 (październik 2007, kwiecień-lipiec 2008, lipiec-sierpień 2009) Wolverine: Manifest Destiny #1-4 (grudzień 2008-marzec 2009) oraz Wolverine: Weapon X #1-5 (czerwiec-listopad 2009) | 08.11.2017             |
| 15  | Deadpool Classic – tom 3                                         | Deadpool Classic Vol. 3                                                                            | Zeszyty Deadpool (vol. 1) #9-17 (październik-czerwiec 1998) oraz Amazing Spider-Man (vol. 1) #47 (kwiecień 1967) | 08.11.2017             |
| 16  | Daredevil Nieustraszony – tom 2                                  | Daredevil: The Man Without Fear! by Brian Michael Bendis & Alex Maleev: Ultimate Collection Book 2 | Zeszyty Daredevil (vol. 2) #41-50, 56-60 (marzec-październik 2003, marzec-lipiec 2004) | 07.12.2017             |
| 17  | Anihilacja – tom 3                                               | Annihilation Book Three                                                                            | Zeszyty Annihilation #1-6 (październik 2006-marzec 2007), Annihilation: Heralds of Galactus #1-2 (kwiecień-maj 2007) oraz Annihilation: The Nova Corps Files (sierpień 2006) | 07.12.2017             |
| 18  | Punisher MAX – tom 3                                             | Punisher MAX Vol. 3                                                                                | Zeszyty The Punisher (vol. 7) #25-36 (listopad 2005-październik 2006) | 07.12.2017             |
| 19  | Spider-Man i Czarna Kotka: Zło, które ludzie czynią              | Spider-Man/Black Cat: The Evil That Men Do                                                         | Zeszyty Spider-Man/Black Cat #1-6 (sierpień 2002-marzec 2006) | 24.01.2018             |
| 20  | Wolverine: Jason Aaron – tom 2                                   | Wolverine by Jason Aaron: The Complete Collection Vol. 2                                           | Zeszyty Dark Reign: The List – Wolverine #1 (październik 2009), Wolverine: Weapon X #6-16 (grudzień 2009-październik 2010), Dark X-Men: The Beginning #3 (październik 2009) oraz All-New Wolverine Saga (październik 2010) | 24.01.2018             |
| 21  | Anihilacja: Podbój – tom 1                                       | Annihilation: Conquest Book One                                                                    | Zeszyty Annihilation: Conquest Prologue (sierpień 2007), Annihilation: Conquest – Quasar #1-4 (wrzesień-grudzień 2007) Annihilation: Conquest – Starlord #1-4 (wrzesień-grudzień 2007) oraz Annihilation Saga (lipiec 2007) | 21.02.2018             |
| 22  | Deadpool Classic – tom 4                                         | Deadpool Classic Vol. 4                                                                            | Zeszyty Deadpool (vol. 1) #18-25 (lipiec 1998-luty 1999) oraz Deadpool & Death Annual (lipiec 1998) | 28.03.2018             |
| 23  | Daredevil Nieustraszony – tom 3                                  | Daredevil: The Man Without Fear! by Brian Michael Bendis & Alex Maleev: Ultimate Collection Book 3 | Zeszyty Daredevil (vol. 2) #66-81 (grudzień 2004-marzec 2006), What If Karen Page Had Lived? (luty 2005) oraz Ultimate Marvel Team-Up #6-8 (wrzesień-listopad 2001) | 28.03.2018             |
| 24  | Punisher MAX – tom 4                                             | Punisher MAX Vol. 4                                                                                | Zeszyty The Punisher (vol. 7) #37-49 (listopad 2006-wrzesień 2007) | 18.04.2018             |
| 25  | Ultimate Spider-Man – tom 1                                      | Ultimate Spider-Man: Ultimate Collection Book 1                                                    | Zeszyty Ultimate Spider-Man (vol. 1) #1-13 (październik 2000-listopad 2001) | 17.05.2018             |
| 26  | Daredevil Nieustraszony – tom 4                                  | Daredevil: The Man Without Fear! by Ed Brubaker & Michael Lark: Ultimate Collection Book 1         | Zeszyty Daredevil (vol. 2) #82-93 (kwiecień 2006-marzec 2007) | 23.05.2018             |
| 27  | Deadpool Classic – tom 5                                         | Deadpool Classic Vol. 5                                                                            | Zeszyty Deadpool (vol. 1) #26-33 (marzec 1999-październik 1999), Baby’s First Deadpool Book (listopad 1998) oraz Deadpool Team-Up (listopad 1998) | 06.06.2018             |
| 28  | Wolverine: Jason Aaron – tom 3                                   | Wolverine by Jason Aaron: The Complete Collection Vol. 3                                           | Zeszyty Astonishing Spider-Man & Wolverine #1–6 (lipiec 2010-lipiec 2011), Wolverine: Road to Hell #1 (listopad 2010) oraz Wolverine (vol. 4) #1–9 i #5.1 (listopad 2010-lipiec 2011) | 20.06.2018             |
| 29  | Daredevil Nieustraszony – tom 5                                  | Daredevil: The Man Without Fear! by Ed Brubaker & Michael Lark: Ultimate Collection Book 2         | Zeszyty Daredevil (vol. 2) #94-105 (kwiecień 2007-kwiecień 2008) | 25.07.2018             |
| 30  | Runaways – tom 1                                                 | Runaways Vol. 1                                                                                    | Zeszyty Runaways (vol. 1) #1-18 (lipiec 2003-listopad 2004) | 25.07.2018             |
| 31  | Anihilacja: Podbój – tom 2                                       | Annihilation: Conquest Book 2                                                                      | Zeszyty Annihilation: Conquest – Wraith #1-4 (wrzesień-grudzień 2007), Nova (vol. 4) #4-7 (wrzesień-grudzień 2007), Annihilation: Conquest #1-6 (styczeń-czerwiec 2008) | 22.08.2018             |
| 32  | Ultimate Spider-Man – tom 2                                      | Ultimate Spider-Man: Ultimate Collection Book 2                                                    | Zeszyty Ultimate Spider-Man (vol. 1) #14–27 (grudzień 2001-listopad 2002) | 19.09.2018             |
| 33  | Wolverine: Jason Aaron – tom 4                                   | Wolverine by Jason Aaron: The Complete Collection Vol. 4                                           | Zeszyty Wolverine (vol. 4) #10-20 (sierpień 2011-luty 2012) oraz Wolverine (vol. 1) #300-304 (marzec-maj 2012) | 19.09.2018             |
| 34  | Daredevil Nieustraszony – tom 6                                  | Daredevil: The Man Without Fear! by Ed Brubaker & Michael Lark: Ultimate Collection Book 3         | Zeszyty Daredevil (vol. 2) #106-119 (maj 2008-sierpień 2009) oraz Daredevil (vol. 1) #500 (październik 2008) | 17.10.2018             |
| 35  | Punisher MAX – tom 5                                             | Punisher MAX Vol. 5                                                                                | Zeszyty The Punisher (vol. 7) #50-60 (październik 2007-październik 2008) | 17.10.2018             |
| 36  | Runaways – tom 2                                                 | Runaways Vol. 2                                                                                    | Zeszyty Runaways (vol. 2) #1-12 (kwiecień 2005-marzec 2006) oraz X-Men/Runaways (maj 2006) | 28.11.2018             |
| 37  | Rękawica Nieskończoności                                         | Thanos Quest                                                                                       | Zeszyty Thanos Quest #1-2 (wrzesień-październik 1990) oraz The Infinity Gauntlet #1-6 (lipiec-grudzień 1991) | 05.12.2018             |
| 37  | Rękawica Nieskończoności                                         | The Infinity Gauntlet                                                                              | Zeszyty Thanos Quest #1-2 (wrzesień-październik 1990) oraz The Infinity Gauntlet #1-6 (lipiec-grudzień 1991) | 05.12.2018             |
| 38  | Daredevil: Frank Miller – tom 1                                  | Daredevil. Visionaries: Frank Miller, Volume 1                                                     | Zeszyty Daredevil (vol. 1) #158-161, 163-167 (maj-październik 1979, marzec-listopad 1980) | 23.01.2019             |
| 39  | Uncanny X-Men: Powstanie i upadek Imperium Shi’ar                | Uncanny X-Men: Rise and Fall of the Shi’ar Empire                                                  | Zeszyty Uncanny X-Men (vol. 1) #475-486 (wrzesień 2006-lipiec 2007) | 23.01.2019             |
| 40  | Deadpool Classic – tom 6                                         | Deadpool Classic Vol. 6                                                                            | Zeszyty Deadpool (vol. 1) #34-45 (listopad 1999-październik 2000) oraz Black Panther (vol. 3) #23 (październik 2000) | 27.02.2019             |
| 41  | Ultimate Spider-Man – tom 3                                      | Ultimate Spider-Man: Ultimate Collection Book 3                                                    | Zeszyty Ultimate Spider-Man (vol. 1) #½, 28–39 (luty 2002, grudzień 2002-czerwiec 2003) | 13.03.2019             |
| 42  | Wojna nieskończoności                                            | The Infinity War                                                                                   | Zeszyty Infinity War #1-6 (czerwiec-listopad 1992), Warlock and the Infinity Watch #7-10 (sierpień-listopad 1992) oraz Marvel Comics Presents (vol. 1) #108-111 (sierpień-wrzesień 1992) | 24.04.2019             |
| 43  | Runaways – tom 3                                                 | Runaways Vol. 3                                                                                    | Zeszyty Runaways (vol. 2) #13-24 (kwiecień 2006-marzec 2007) | 24.04.2019             |
| 44  | Spider-Man                                                       | Spider-Man by Todd McFarlane Omnibus                                                               | Zeszyty Spider-Man (vol. 1) #1-14, #16 (sierpień 1990-wrzesień 1991, listopad 1991) oraz X-Force (vol. 1) #4 (listopad 1991) | 23.05.2019             |
| 45  | Wolverine: Staruszek Logan                                       | Wolverine: Old Man Logan                                                                           | Zeszyty Wolverine (vol. 3) #66-72 (sierpień 2008-czerwiec 2009) oraz Wolverine: Giant-Size Old Man Logan (listopad 2009) | 23.05.2019             |
| 46  | Punisher MAX – tom 6                                             | Punisher MAX Vol. 6                                                                                | Zeszyty The Punisher (vol. 7) #61-65 (październik 2008-luty 2009), Punisher: Frank Castle MAX #66-74 (marzec-grudzień 2009), Punisher: Force of Nature (kwiecień 2008) oraz Punisher Max Special: Little Black Book (sierpień 2008) | 19.06.2019             |
| 47  | Ultimate Spider-Man – tom 4                                      | Ultimate Spider-Man: Ultimate Collection Book 4                                                    | Zeszyty Ultimate Spider-Man (vol. 1) #40-45, #47-53 (lipiec-listopad 2003, grudzień 2003-kwiecień 2004) | 17.07.2019             |
| 48  | Kapitan Ameryka tom 1: Zimowy Żołnierz                           | Captain America: Winter Soldier Ultimate Collection                                                | Zeszyty Captain America (vol. 5) #1-9, #11-14 (styczeń 2005 – październik 2005, listopad 2005 – kwiecień 2006) Zeszyty Captain America (vol. 5) #1-9, #11-14 (styczeń-wrzesień 2005, listopad 2005-luty 2006) | 17.07.2019             |
| 49  | Deadpool Classic – tom 7                                         | Deadpool Classic Vol. 7                                                                            | Zeszyty Deadpool (vol. 1) #46-56 (listopad 2000-wrzesień 2001) oraz pojedyncza historia z X-Men Unlimited (1993) #28 (wrzesień 2000) | 21.08.2019             |
| 50  | Strażnicy Galaktyki – tom 1                                      | Guardians of the Galaxy by Abnett & Lanning. The Complete Collection Vol. 1                        | Zeszyty Guardians of the Galaxy (vol. 2) #1-12 (lipiec 2008-maj 2009) | 18.09.2019             |
| 51  | X-Men: Jim Lee                                                   | X-Men. Visionaries: Jim Lee                                                                        | Zeszyty Uncanny X-Men (vol. 1) #248, 256-258, 268-269, 273-277 (wrzesień 1989, grudzień 1989-luty 1990, wrzesień-październik 1990, luty-czerwiec 1991), pojedyncza historia z Classic X-Men #39 (listopad 1989) oraz okładki do zeszytów Uncanny X-Men (vol. 1) #252, 254, 260-261, #264, 280, 286 (listopad-grudzień 1989, kwiecień-maj 1990, lipiec 1990, wrzesień 1991, marzec 1992)                                                   | 27.09.2019             |
| 52  | Daredevil: Frank Miller – tom 2                                  | Daredevil. Visionaries: Frank Miller, Volume 2                                                     | Zeszyty Daredevil (vol. 1) #168-182 (styczeń 1981-maj 1982) | 23.10.2019             |
| 53  | Ultimate Spider-Man – tom 5                                      | Ultimate Spider-Man: Ultimate Collection Book 5                                                    | Zeszyty Ultimate Six #1-7 (listopad 2003-czerwiec 2004) oraz Ultimate Spider-Man (vol. 1) #46, 54-59 (listopad 2003, maj-czerwiec 2004) | 13.11.2019             |
| 54  | Punisher MAX – tom 7                                             | Born                                                                                               | Zeszyty Born #1-4 (sierpień-listopad 2003), The Punisher Presents: Barracuda MAX #1-5 (kwiecień-sierpień 2007), The Punisher: The Tyger (lipiec 2006), The Punisher: The Cell (lipiec 2005), The Punisher: The End (czerwiec 2005) i The Punisher MAX: The Platoon #1-6 (grudzień 2017-kwiecień 2018) | 20.11.2019             |
| 54  | Punisher MAX – tom 7                                             | Punisher Presents: Barracuda MAX                                                                   | Zeszyty Born #1-4 (sierpień-listopad 2003), The Punisher Presents: Barracuda MAX #1-5 (kwiecień-sierpień 2007), The Punisher: The Tyger (lipiec 2006), The Punisher: The Cell (lipiec 2005), The Punisher: The End (czerwiec 2005) i The Punisher MAX: The Platoon #1-6 (grudzień 2017-kwiecień 2018) | 20.11.2019             |
| 54  | Punisher MAX – tom 7                                             | Punisher: The Tyger                                                                                | Zeszyty Born #1-4 (sierpień-listopad 2003), The Punisher Presents: Barracuda MAX #1-5 (kwiecień-sierpień 2007), The Punisher: The Tyger (lipiec 2006), The Punisher: The Cell (lipiec 2005), The Punisher: The End (czerwiec 2005) i The Punisher MAX: The Platoon #1-6 (grudzień 2017-kwiecień 2018) | 20.11.2019             |
| 54  | Punisher MAX – tom 7                                             | Punisher: The Cell                                                                                 | Zeszyty Born #1-4 (sierpień-listopad 2003), The Punisher Presents: Barracuda MAX #1-5 (kwiecień-sierpień 2007), The Punisher: The Tyger (lipiec 2006), The Punisher: The Cell (lipiec 2005), The Punisher: The End (czerwiec 2005) i The Punisher MAX: The Platoon #1-6 (grudzień 2017-kwiecień 2018) | 20.11.2019             |
| 54  | Punisher MAX – tom 7                                             | Punisher: The End                                                                                  | Zeszyty Born #1-4 (sierpień-listopad 2003), The Punisher Presents: Barracuda MAX #1-5 (kwiecień-sierpień 2007), The Punisher: The Tyger (lipiec 2006), The Punisher: The Cell (lipiec 2005), The Punisher: The End (czerwiec 2005) i The Punisher MAX: The Platoon #1-6 (grudzień 2017-kwiecień 2018) | 20.11.2019             |
| 54  | Punisher MAX – tom 7                                             | Punisher: The Platoon                                                                              | Zeszyty Born #1-4 (sierpień-listopad 2003), The Punisher Presents: Barracuda MAX #1-5 (kwiecień-sierpień 2007), The Punisher: The Tyger (lipiec 2006), The Punisher: The Cell (lipiec 2005), The Punisher: The End (czerwiec 2005) i The Punisher MAX: The Platoon #1-6 (grudzień 2017-kwiecień 2018) | 20.11.2019             |
| 55  | Kapitan Ameryka tom 2: Czerwony Łajdak                           | Captain America: Red Menace Ultimate Collection                                                    | Zeszyty Captain America (vol. 5) #15-21 (kwiecień-październik 2006) | 04.12.2019             |
| 56  | Krucjata nieskończoności                                         | The Infinity Crusade                                                                               | Zeszyty The Infinity Crusade #1-6 (czerwiec-listopad 1993), Warlock Chronicles #1-5 (lipiec-listopad 1993) oraz Warlock and the Infinity Watch #18-22 (lipiec-listopad 1993) | 22.01.2020             |
| 57  | Wojna królów: Preludium                                          | X-Men: Emperor Vulcan                                                                              | Zeszyty X-Men: Emperor Vulcan #1-5 (listopad 2007-marzec 2008), Secret Invasion: War of Kings (styczeń 2009), X-Men: Divided We Stand #2 (lipiec 2008), X-Men: Kingbreaker #1-4 (grudzień 2008-marzec 2009) oraz War of Kings Saga (styczeń 2009) | 26.02.2020             |
| 57  | Wojna królów: Preludium                                          | War of Kings: Road to War of Kings                                                                 | Zeszyty X-Men: Emperor Vulcan #1-5 (listopad 2007-marzec 2008), Secret Invasion: War of Kings (styczeń 2009), X-Men: Divided We Stand #2 (lipiec 2008), X-Men: Kingbreaker #1-4 (grudzień 2008-marzec 2009) oraz War of Kings Saga (styczeń 2009) | 26.02.2020             |
| 58  | Deadpool Classic – tom 8                                         | Deadpool Classic Vol. 8                                                                            | Zeszyty Deadpool (vol. 1) #57-64 (październik 2001-maj 2002) | 26.02.2020             |
| 59  | Ultimate Spider-Man – tom 6                                      | Ultimate Spider-Man: Ultimate Collection Book 6                                                    | Zeszyty Ultimate Spider-Man (vol. 1) #60-71 (sierpień 2004-marzec 2005) | 11.03.2020             |
| 60  | Daredevil: Frank Miller – tom 3                                  | Daredevil. Visionaries: Frank Miller, Volume 3                                                     | Zeszyty Daredevil (vol. 1) #183-191 (czerwiec 1982-luty 1983), pojedyncze historie z What If? #28, 35 (sierpień 1981, październik 1982), Bizarre Adventures (vol. 1) #28 (październik 1981), Marvel Graphic Novel #24 (grudzień 1986) oraz powieść graficzna Elektra Lives Again (marzec 1990) | 29.04.2020             |
| 60  | Daredevil: Frank Miller – tom 3                                  | Daredevil: Love and War                                                                            | Zeszyty Daredevil (vol. 1) #183-191 (czerwiec 1982-luty 1983), pojedyncze historie z What If? #28, 35 (sierpień 1981, październik 1982), Bizarre Adventures (vol. 1) #28 (październik 1981), Marvel Graphic Novel #24 (grudzień 1986) oraz powieść graficzna Elektra Lives Again (marzec 1990) | 29.04.2020             |
| 60  | Daredevil: Frank Miller – tom 3                                  | Elektra Lives Again                                                                                | Zeszyty Daredevil (vol. 1) #183-191 (czerwiec 1982-luty 1983), pojedyncze historie z What If? #28, 35 (sierpień 1981, październik 1982), Bizarre Adventures (vol. 1) #28 (październik 1981), Marvel Graphic Novel #24 (grudzień 1986) oraz powieść graficzna Elektra Lives Again (marzec 1990) | 29.04.2020             |
| 61  | Punisher MAX – tom 8                                             | Punisher MAX: Kingpin                                                                              | Zeszyty Punisher MAX #1-11 (styczeń 2010-maj 2011) | 29.04.2020             |
| 61  | Punisher MAX – tom 8                                             | Punisher MAX: Bullseye                                                                             | Zeszyty Punisher MAX #1-11 (styczeń 2010-maj 2011) | 29.04.2020             |
| 62  | Kapitan Ameryka tom 3: Śmierć Kapitana Ameryki                   | Captain America: Civil War                                                                         | Zeszyty Captain America (vol. 5) #22-30 (listopad 2006-listopad 2007) oraz Winter Soldier: Winter Kills (luty 2007) | 03.06.2020             |
| 62  | Kapitan Ameryka tom 3: Śmierć Kapitana Ameryki                   | The Death of Captain America Vol. 1: The Death of the Dream                                        | Zeszyty Captain America (vol. 5) #22-30 (listopad 2006-listopad 2007) oraz Winter Soldier: Winter Kills (luty 2007) | 03.06.2020             |
| 63  | Srebrny Surfer: Przypowieści                                     | Silver Surfer: Parable                                                                             | Zeszyty Silver Surfer (vol. 4) #1-2 (grudzień 1988-styczeń 1989), Marvel Graphic Novel #58 (styczeń 1990), Silver Surfer: Requiem (lipiec-sierpień 2007) #1-4 oraz Silver Surfer: In Thy Name #1-4 (styczeń-kwiecień 2008) | 03.06.2020             |
| 63  | Srebrny Surfer: Przypowieści                                     | Silver Surfer: The Enslavers                                                                       | Zeszyty Silver Surfer (vol. 4) #1-2 (grudzień 1988-styczeń 1989), Marvel Graphic Novel #58 (styczeń 1990), Silver Surfer: Requiem (lipiec-sierpień 2007) #1-4 oraz Silver Surfer: In Thy Name #1-4 (styczeń-kwiecień 2008) | 03.06.2020             |
| 63  | Srebrny Surfer: Przypowieści                                     | Silver Surfer: Requiem                                                                             | Zeszyty Silver Surfer (vol. 4) #1-2 (grudzień 1988-styczeń 1989), Marvel Graphic Novel #58 (styczeń 1990), Silver Surfer: Requiem (lipiec-sierpień 2007) #1-4 oraz Silver Surfer: In Thy Name #1-4 (styczeń-kwiecień 2008) | 03.06.2020             |
| 63  | Srebrny Surfer: Przypowieści                                     | Silver Surfer: In Thy Name                                                                         | Zeszyty Silver Surfer (vol. 4) #1-2 (grudzień 1988-styczeń 1989), Marvel Graphic Novel #58 (styczeń 1990), Silver Surfer: Requiem (lipiec-sierpień 2007) #1-4 oraz Silver Surfer: In Thy Name #1-4 (styczeń-kwiecień 2008) | 03.06.2020             |
| 64  | Ultimate Spider-Man – tom 7                                      | Ultimate Spider-Man: Ultimate Collection Book 7                                                    | Zeszyty Ultimate Spider-Man (vol. 1) #72-85 (kwiecień 2005-styczeń 2006) | 01.07.2020             |
| 65  | Deadpool Classic – tom 9                                         | Deadpool Classic Vol. 9                                                                            | Zeszyty Deadpool (vol. 1) # 65-69 (maj-wrzesień 2002) oraz Agent X #1-6 (wrzesień 2002-luty 2003) | 12.08.2020             |
| 66  | Wojna Królów                                                     | War of Kings                                                                                       | Zeszyty War of Kings #1-6 (maj-październik 2009), War of Kings: Who Will Rule? (listopad 2009), War of Kings: Darkhawk #1-2 (kwiecień-maj 2009), War of Kings: Ascension #1-4 (czerwiec-wrzesień 2009), War of Kings: Savage World of Skaar (sierpień 2009) oraz War of Kings: Warriors #1-2 (wrzesień-październik 2009) | 12.08.2020             |
| 67  | Punisher MAX – tom 9                                             | Punisher MAX: Frank                                                                                | Zeszyty Punisher MAX #12-22 (czerwiec 2011-kwiecień 2012) oraz The Punisher MAX: X-Mas Special (luty 2009) | 07.10.2020             |
| 67  | Punisher MAX – tom 9                                             | Punisher MAX: Homeless                                                                             | Zeszyty Punisher MAX #12-22 (czerwiec 2011-kwiecień 2012) oraz The Punisher MAX: X-Mas Special (luty 2009) | 07.10.2020             |
| 67  | Punisher MAX – tom 9                                             | Punisher MAX: X-Mas Special                                                                        | Zeszyty Punisher MAX #12-22 (czerwiec 2011-kwiecień 2012) oraz The Punisher MAX: X-Mas Special (luty 2009) | 07.10.2020             |
| 68  | Ultimate X-Men – tom 1                                           | Ultimate X-Men: Ultimate Collection Book 1                                                         | Zeszyty Ultimate X-Men (vol. 1) #½, 1-12 (czerwiec 2002, luty 2001-styczeń 2002) | 28.10.2020             |
| 69  | Daredevil: Frank Miller – tom 4                                  | Daredevil by Frank Miller Omnibus Companion                                                        | Zeszyty Daredevil (vol. 1) #219, 226-233 (czerwiec 1985, styczeń-sierpień 1986), Daredevil: The Man Without Fear #1-5 (październik 1993-luty 1994) oraz Peter Parker, the Spectacular Spider-Man #27-28 (luty-marzec 1979) | 25.11.2020             |
| 70  | Strażnicy Galaktyki – tom 2                                      | Guardians of the Galaxy by Abnett & Lanning. The Complete Collection Vol. 2                        | Zeszyty Guardians of the Galaxy (vol. 2) #13-25 (czerwiec 2009-czerwiec 2010) | 25.11.2020             |
| 71  | Kapitan Ameryka tom 4: Człowiek, który kupił Amerykę             | The Death of Captain America Vol. 2: The Burden of Dreams                                          | Zeszyty Captain America (vol. 5) #31-42 (grudzień 2007-listopad 2008) | 02.12.2020             |
| 71  | Kapitan Ameryka tom 4: Człowiek, który kupił Amerykę             | Captain America: The Man Who Bought America                                                        | Zeszyty Captain America (vol. 5) #31-42 (grudzień 2007-listopad 2008) | 02.12.2020             |
| 72  | Ultimate Spider-Man – tom 8                                      | Ultimate Spider-Man: Ultimate Collection Book 8                                                    | Zeszyty Ultimate Spider-Man (vol. 1) #86-96 (styczeń 2006-kwiecień 2006), Ultimate Spider-Man Annual #1-2 (październik 2005-październik 2006) | 20.01.2021             |
| 73  | Daredevil Nieustraszony – tom 0                                  | Daredevil: Guardian Devil                                                                          | Zeszyty Daredevil (vol. 2) #½, 1-15, 20-25, 51-55 (czerwiec, listopad 1998-kwiecień 2001, wrzesień-grudzień 2001, listopad 2003-luty 2004) | 24.02.2021             |
| 73  | Daredevil Nieustraszony – tom 0                                  | Daredevil: Parts of a Hole                                                                         | Zeszyty Daredevil (vol. 2) #½, 1-15, 20-25, 51-55 (czerwiec, listopad 1998-kwiecień 2001, wrzesień-grudzień 2001, listopad 2003-luty 2004) | 24.02.2021             |
| 73  | Daredevil Nieustraszony – tom 0                                  | Daredevil: Playing to the Camera                                                                   | Zeszyty Daredevil (vol. 2) #½, 1-15, 20-25, 51-55 (czerwiec, listopad 1998-kwiecień 2001, wrzesień-grudzień 2001, listopad 2003-luty 2004) | 24.02.2021             |
| 73  | Daredevil Nieustraszony – tom 0                                  | Daredevil: Echo                                                                                    | Zeszyty Daredevil (vol. 2) #½, 1-15, 20-25, 51-55 (czerwiec, listopad 1998-kwiecień 2001, wrzesień-grudzień 2001, listopad 2003-luty 2004) | 24.02.2021             |
| 74  | Deadpool Classic – tom 10                                        | Deadpool Classic Vol. 10                                                                           | Zeszyty Agent X #7-15 (marzec 2002-październik 2003) oraz Fight-Man #1 (czerwiec 1993) | 24.03.2021             |
| 75  | Amazing Spider-Man Epic Collection – Ostatnie łowy Kravena       | The Amazing Spider-Man Epic Collection: Kraven’s Last Hunt                                         | Zeszyty The Amazing Spider-Man Annual #20-21 (listopad 1986, wrzesień 1987), The Amazing Spider-Man (vol. 1) #289-294 (czerwiec-listopad 1987), Spider-Man Versus Wolverine (luty 1987), Web of Spider-Man (vol. 1) #29-32 (sierpień-listopad 1987), Peter Parker, the Spectacular Spider-Man #131-132 (październik-listopad 1987) | 24.03.2021             |
| 76  | Ultimate X-Men – tom 2                                           | Ultimate X-Men: Ultimate Collection Book 2                                                         | Zeszyty Ultimate X-Men (vol. 1) #13-25 (luty 2002-styczeń 2003) | 14.04.2021             |
| 77  | Punisher MAX – tom 10                                            | The Punisher MAX: Complete Collection Volume 6                                                     | Zeszyty Punisher: Naked Kill (sierpień 2009), Punisher: Get Castle (marzec 2010), Punisher: Butterfly (maj 2010), Punisher: Happy Ending (październik 2010), Punisher: Hot Rods of Death (listopad 2010), Punisher: Tiny Ugly World (grudzień 2010), Untold Tales of Punisher MAX #1-5 (sierpień 2012-grudzień 2012), Punisher: Frank Castle MAX #75 (grudzień 2009) oraz Punisher Annual (vol. 2) #1 (listopad 2007)                     | 19.05.2021             |
| 77  | Punisher MAX – tom 10                                            | Punisher MAX: Dolls                                                                                | Zeszyty Punisher: Naked Kill (sierpień 2009), Punisher: Get Castle (marzec 2010), Punisher: Butterfly (maj 2010), Punisher: Happy Ending (październik 2010), Punisher: Hot Rods of Death (listopad 2010), Punisher: Tiny Ugly World (grudzień 2010), Untold Tales of Punisher MAX #1-5 (sierpień 2012-grudzień 2012), Punisher: Frank Castle MAX #75 (grudzień 2009) oraz Punisher Annual (vol. 2) #1 (listopad 2007)                     | 19.05.2021             |
| 77  | Punisher MAX – tom 10                                            | Punisher MAX: Gateway                                                                              | Zeszyty Punisher: Naked Kill (sierpień 2009), Punisher: Get Castle (marzec 2010), Punisher: Butterfly (maj 2010), Punisher: Happy Ending (październik 2010), Punisher: Hot Rods of Death (listopad 2010), Punisher: Tiny Ugly World (grudzień 2010), Untold Tales of Punisher MAX #1-5 (sierpień 2012-grudzień 2012), Punisher: Frank Castle MAX #75 (grudzień 2009) oraz Punisher Annual (vol. 2) #1 (listopad 2007)                     | 19.05.2021             |
| 77  | Punisher MAX – tom 10                                            | Punisher MAX: Ghoul                                                                                | Zeszyty Punisher: Naked Kill (sierpień 2009), Punisher: Get Castle (marzec 2010), Punisher: Butterfly (maj 2010), Punisher: Happy Ending (październik 2010), Punisher: Hot Rods of Death (listopad 2010), Punisher: Tiny Ugly World (grudzień 2010), Untold Tales of Punisher MAX #1-5 (sierpień 2012-grudzień 2012), Punisher: Frank Castle MAX #75 (grudzień 2009) oraz Punisher Annual (vol. 2) #1 (listopad 2007)                     | 19.05.2021             |
| 77  | Punisher MAX – tom 10                                            | Punisher MAX: Father’s Day                                                                         | Zeszyty Punisher: Naked Kill (sierpień 2009), Punisher: Get Castle (marzec 2010), Punisher: Butterfly (maj 2010), Punisher: Happy Ending (październik 2010), Punisher: Hot Rods of Death (listopad 2010), Punisher: Tiny Ugly World (grudzień 2010), Untold Tales of Punisher MAX #1-5 (sierpień 2012-grudzień 2012), Punisher: Frank Castle MAX #75 (grudzień 2009) oraz Punisher Annual (vol. 2) #1 (listopad 2007)                     | 19.05.2021             |
| 77  | Punisher MAX – tom 10                                            | Punisher MAX: Smallest Bit of This                                                                 | Zeszyty Punisher: Naked Kill (sierpień 2009), Punisher: Get Castle (marzec 2010), Punisher: Butterfly (maj 2010), Punisher: Happy Ending (październik 2010), Punisher: Hot Rods of Death (listopad 2010), Punisher: Tiny Ugly World (grudzień 2010), Untold Tales of Punisher MAX #1-5 (sierpień 2012-grudzień 2012), Punisher: Frank Castle MAX #75 (grudzień 2009) oraz Punisher Annual (vol. 2) #1 (listopad 2007)                     | 19.05.2021             |
| 77  | Punisher MAX – tom 10                                            | Punisher: The Hunted                                                                               | Zeszyty Punisher: Naked Kill (sierpień 2009), Punisher: Get Castle (marzec 2010), Punisher: Butterfly (maj 2010), Punisher: Happy Ending (październik 2010), Punisher: Hot Rods of Death (listopad 2010), Punisher: Tiny Ugly World (grudzień 2010), Untold Tales of Punisher MAX #1-5 (sierpień 2012-grudzień 2012), Punisher: Frank Castle MAX #75 (grudzień 2009) oraz Punisher Annual (vol. 2) #1 (listopad 2007)                     | 19.05.2021             |
| 78  | Domena Królów                                                    | Realm of Kings                                                                                     | Zeszyty Realm of Kings (styczeń 2010); Realm of Kings: Inhumans #1-5 (styczeń 2010-maj 2010); Realm of Kings: Son of Hulk #1-4 (kwiecień 2010-lipiec 2010); Realm of Kings: Imperial Guard #1-5 (styczeń 2010-maj 2010) | 19.05.2021             |
| 79  | Kapitan Ameryka tom 5: Człowiek bez twarzy                       | Captain America: The Man with No Face                                                              | Zeszyty Captain America (vol. 5) #43-50 (grudzień 2008-lipiec 2009), Captain America (vol. 1) #600-601 (sierpień 2009-wrzesień 2009) | 16.06.2021             |
| 79  | Kapitan Ameryka tom 5: Człowiek bez twarzy                       | Captain America: Road to Reborn                                                                    | Zeszyty Captain America (vol. 5) #43-50 (grudzień 2008-lipiec 2009), Captain America (vol. 1) #600-601 (sierpień 2009-wrzesień 2009) | 16.06.2021             |
| 80  | Amazing Spider-Man Epic Collection – Venom                       | The Amazing Spider-Man Epic Collection: Venom                                                      | Zeszyty Web of Spider-Man (vol. 1) #33 (grudzień 1987), The Amazing Spider-Man (vol. 1) #295-310 (grudzień 1987-listopad 1988,) Peter Parker, the Spectacular Spider-Man #133 (grudzień 1987) oraz The Amazing Spider-Man Annual (vol. 1) #22 (wrzesień 1988), | 16.06.2021             |
| 81  | Ultimate Spider-Man – tom 9                                      | Ultimate Spider-Man: Ultimate Collection Book 9                                                    | Zeszyty Ultimate Spider-Man (vol. 1) #97-111 (wrzesień 2006-wrzesień 2007) | 28.07.2021             |
| 82  | Deadpool i Cable – tom 1                                         | Deadpool & Cable: Ultimate Collection Book 1                                                       | Zeszyty Deadpool & Cable #1-23 (maj 2004-grudzień 2005) | 11.08.2021             |
| 83  | Ultimate X-Men – tom 3                                           | Ultimate X-Men: Ultimate Collection Book 3                                                         | Zeszyty Ultimate X-Men (vol. 1) #26-33 (luty-lipiec 2003) oraz Ultimate War #1-4 (luty-kwiecień 2003) | 25.08.2021             |
| 84  | Marvel Knights Punisher – tom 1                                  | Marvel Knights Punisher by Garth Ennis: The Complete Collection 1                                  | Zeszyty The Punisher (vol. 5) #1-12 (kwiecień 2000-marzec 2001), The Punisher (vol. 6) #1-5 (sierpień-grudzień 2001) oraz Punisher Kills the Marvel Universe (listopad 1995) | 29.09.2021             |
| 85  | Amazing Spider-Man Epic Collection – Inferno                     | The Amazing Spider-Man Epic Collection: Assassin Nation                                            | Zeszyty The Amazing Spider-Man (vol. 1) #311-325 (styczeń-listopad 1989), The Amazing Spider-Man Annual (vol. 1) #23 (wrzesień 1989), Marvel Graphic Novel #46 (maj 1989) | 24.11.2021             |
| 86  | Fantastyczna Czwórka – tom 1                                     | Fantastic Four by Jonathan Hickman: The Complete Collection Vol. 1                                 | Zeszyty Dark Reign: Fantastic Four #1-5 (maj-wrzesień 2009), Fantastic Four (vol. 1) #570-578 (październik 2009-czerwiec 2010) oraz materiały z Dark Reign: The Cabal One-Shot (kwiecień 2009) | 24.11.2021             |
| 87  | Daredevil Nieustraszony – tom 7                                  | Dark Reign: The List – Daredevil                                                                   | Zeszyty Dark Reign: The List – Daredevil (listopad 2009), Daredevil (vol. 1) #501-512 (grudzień 2009-luty 2011), Shadowland #1-5 (wrzesień 2010-styczeń 2011), Shadowland: After the Fall (luty 2011) oraz Daredevil: Reborn #1-4 (marzec-czerwiec 2011) | 24.11.2021             |
| 87  | Daredevil Nieustraszony – tom 7                                  | Daredevil: The Devil’s Hand                                                                        | Zeszyty Dark Reign: The List – Daredevil (listopad 2009), Daredevil (vol. 1) #501-512 (grudzień 2009-luty 2011), Shadowland #1-5 (wrzesień 2010-styczeń 2011), Shadowland: After the Fall (luty 2011) oraz Daredevil: Reborn #1-4 (marzec-czerwiec 2011) | 24.11.2021             |
| 87  | Daredevil Nieustraszony – tom 7                                  | Shadowland                                                                                         | Zeszyty Dark Reign: The List – Daredevil (listopad 2009), Daredevil (vol. 1) #501-512 (grudzień 2009-luty 2011), Shadowland #1-5 (wrzesień 2010-styczeń 2011), Shadowland: After the Fall (luty 2011) oraz Daredevil: Reborn #1-4 (marzec-czerwiec 2011) | 24.11.2021             |
| 87  | Daredevil Nieustraszony – tom 7                                  | Daredevil: Shadowland                                                                              | Zeszyty Dark Reign: The List – Daredevil (listopad 2009), Daredevil (vol. 1) #501-512 (grudzień 2009-luty 2011), Shadowland #1-5 (wrzesień 2010-styczeń 2011), Shadowland: After the Fall (luty 2011) oraz Daredevil: Reborn #1-4 (marzec-czerwiec 2011) | 24.11.2021             |
| 87  | Daredevil Nieustraszony – tom 7                                  | Daredevil: Reborn                                                                                  | Zeszyty Dark Reign: The List – Daredevil (listopad 2009), Daredevil (vol. 1) #501-512 (grudzień 2009-luty 2011), Shadowland #1-5 (wrzesień 2010-styczeń 2011), Shadowland: After the Fall (luty 2011) oraz Daredevil: Reborn #1-4 (marzec-czerwiec 2011) | 24.11.2021             |
| 88  | X-Men: Punkty zwrotne – Kompleks mesjasza                        | X-Men Milestones: Messiah Complex                                                                  | Zeszyty X-Men: Messiah Complex One-Shot (grudzień 2007), Uncanny X-Men (vol. 1) #492-494 (styczeń-marzec 2008), X-Factor (vol. 3) #25-27 (styczeń-marzec 2008), New X-Men (vol. 2) #44-46 (styczeń-marzec 2008), X-Men (vol. 2) #205-207 (styczeń-marzec 2008) | 08.12.2021             |
| 89  | Kapitan Ameryka tom 6: Odrodzenie                                | Captain America: Reborn                                                                            | Zeszyty Captain America Reborn #1-6 (lipiec 2009-styczeń 2010) oraz Captain America: Reborn Prologue (czerwiec 2009) | 19.01.2022             |
| 90  | Ultimate X-Men – tom 4                                           | Ultimate X-Men: Ultimate Collection Book 4                                                         | Zeszyty Ultimate X-Men (vol. 1) #34-45 (sierpień 2003-lipiec 2004). | 23.02.2022             |
| 91  | Marvel Knights Punisher – tom 2                                  | Marvel Knights Punisher by Garth Ennis: The Complete Collection 2                                  | Zeszyty The Punisher (vol. 6) #6-7, #13-26 (styczeń-luty, sierpień 2002-lipiec 2003) oraz pojedyncza historia z Marvel Knights Double Shot #1 (czerwiec 2002) | 23.03.2022             |
| 92  | Amazing Spider-Man Epic Collection – Kosmiczne przygody          | The Amazing Spider-Man Epic Collection: Cosmic Adventures                                          | Zeszyty The Amazing Spider-Man (vol. 1) #326-333 (grudzień 1989-czerwiec 1990), The Amazing Spider-Man Annual (vol. 1) #24 (sierpień 1990), The Spectacular Spider-Man (vol. 1) #158-160 (grudzień 1989-styczeń 1990), The Spectacular Spider-Man Annual #10 (sierpień 1990), Web of Spider-Man (vol. 1) #59-61 (grudzień 1989-luty 1990) oraz Web of Spider-Man Annual #6 (sierpień 1990)                                                | 23.03.2022             |
| 93  | Lepsi wrogowie Spider-Mana                                       | The Superior Foes of Spider-Man Omnibus                                                            | Zeszyty The Superior Foes of Spider-Man #1-17 (wrzesień 2013-styczeń 2015) | 23.03.2022             |
| 94  | Ultimate Spider-Man – tom 10                                     | Ultimate Spider-Man: Ultimate Collection Book 10                                                   | Zeszyty Ultimate Spider-Man (vol. 1) #112-122 (październik 2007-lipiec 2008) | 27.04.2022             |
| 95  | X-Men: Punkty zwrotne – Wojna o mesjasza                         | X-Men Milestones: Messiah War                                                                      | Zeszyty X-Force/Cable: Messiah War #1 (maj 2009), Cable (vol. 2) #13-15 (czerwiec-sierpień 2009), X-Force (vol. 3) #14-16 (czerwiec-sierpień 2009) | 27.04.2022             |
| 96  | Oto nadchodzi... Daredevil – tom 1                               | Daredevil by Mark Waid, Vol. 1                                                                     | Zeszyty Daredevil (vol. 3) #1-10.1 (wrzesień 2011-czerwiec 2012) oraz The Amazing Spider-Man (vol. 1) #677 | 18.05.2022             |
| 97  | Thor                                                             | Thor by J. Michael Straczynski                                                                     | Zeszyty Fantastic Four (vol. 1) #536–537 (maj-czerwiec 2006), Thor (vol. 3) #1-12 (wrzesień 2007-styczeń 2009), Thor (vol. 1) #600-603 (kwiecień-listopad 2009) oraz Thor Giant-Size Finale (listopad 2009) | 01.06.2022             |
| 98  | Deadpool i Cable – tom 2                                         | Deadpool & Cable: Ultimate Collection Book 2                                                       | Zeszyty Deadpool & Cable #24-50 (listopad 2005-luty 2008) oraz Deadpool/GLI Summer Fun Spectacular #1 (lipiec 2007) | 29.06.2022             |
| 99  | Ultimate Spider-Man – tom 11                                     | Ultimate Spider-Man: Ultimate Collection Book 11                                                   | Zeszyty Ultimate Spider-Man (vol. 1) #123-133 (sierpień 2008-czerwiec 2009), Ultimate Spider-Man Annual #3 (grudzień 2008) oraz Ultimatum: Spider-Man Requiem #1-2 (sierpień-wrzesień 2009) | 29.06.2022             |
| 100 | Imperatyw Thanosa                                                | The Thanos Imperative                                                                              | Zeszyty The Thanos Imperative: Ignition #1 (lipiec 2010), The Thanos Imperative (sierpień 2010-styczeń 2011), The Thanos Imperative: Devastation #1 (marzec 2011), Annihilators #1-4 (maj-sierpień 2011) oraz Annihilators: Earthfall #1-4 (listopad 2011-luty 2012) | 27.07.2022             |
| 100 | Imperatyw Thanosa                                                | Annihilators                                                                                       | Zeszyty The Thanos Imperative: Ignition #1 (lipiec 2010), The Thanos Imperative (sierpień 2010-styczeń 2011), The Thanos Imperative: Devastation #1 (marzec 2011), Annihilators #1-4 (maj-sierpień 2011) oraz Annihilators: Earthfall #1-4 (listopad 2011-luty 2012) | 27.07.2022             |
| 100 | Imperatyw Thanosa                                                | Annihilators: Earthfall                                                                            | Zeszyty The Thanos Imperative: Ignition #1 (lipiec 2010), The Thanos Imperative (sierpień 2010-styczeń 2011), The Thanos Imperative: Devastation #1 (marzec 2011), Annihilators #1-4 (maj-sierpień 2011) oraz Annihilators: Earthfall #1-4 (listopad 2011-luty 2012) | 27.07.2022             |
| 101 | X-Men: Punkty zwrotne – Powtórne przyjście                       | X-Men Milestones: Second Coming                                                                    | Zeszyty Second Coming: Prepare (luty 2010), Second Coming #1-2 (marzec, lipiec 2010), Uncanny X-Men (vol. 1) #523-525 (czerwiec-sierpień 2010), New Mutants (vol. 3) #12-14 (czerwiec-sierpień 2010), X-Men: Legacy (vol. 1) #235-237 (czerwiec-sierpień 2010) oraz X-Force (vol. 3) #26-28 (czerwiec-sierpień 2010) | 27.07.2022             |
| 101 | Amazing Spider-Man Epic Collection – Powrót Złowieszczej Szóstki | The Amazing Spider-Man Epic Collection: Return of the Sinister Six                                 | Zeszyty The Amazing Spider-Man #334-350 (lipiec 1990-sierpień 1991) oraz Marvel Graphic Novel #63 (wrzesień 1990) | 27.07.2022             |
| 102 | Marvel Knights Punisher – tom 3                                  | Marvel Knights Punisher by Garth Ennis: The Complete Collection Vol. 3                             | Zeszyty The Punisher (vol. 6) #27-37 (lipiec 2003-luty 2004), Punisher: War Zone (vol. 2) #1-6 (grudzień 2008-styczeń 2009) | 24.08.2022             |
| 103 | Oto nadchodzi... Daredevil – tom 2                               | Daredevil by Mark Waid, Vol. 2                                                                     | Zeszyty The Avenging Spider-Man (vol. 1) #6 (czerwiec 2012), The Punisher (vol. 9) #6 (czerwiec 2012) oraz Daredevil (vol. 3) #11-21 (czerwiec 2012-luty 2013) | 28.09.2022             |
| 104 | Silver Surfer – tom 1                                            | Silver Surfer Vol. 1: New Dawn                                                                     | Zeszyty Silver Surfer (vol. 7) #1-15 (maj-styczeń 2016), pojedyncza historia z All-New Marvel NOW! Point One #1.NOW (marzec 2014) | 28.09.2022             |
| 104 | Silver Surfer – tom 1                                            | Silver Surfer Vol. 2: Worlds Apart                                                                 | Zeszyty Silver Surfer (vol. 7) #1-15 (maj-styczeń 2016), pojedyncza historia z All-New Marvel NOW! Point One #1.NOW (marzec 2014) | 28.09.2022             |
| 104 | Silver Surfer – tom 1                                            | Silver Surfer Vol. 3: Last Days                                                                    | Zeszyty Silver Surfer (vol. 7) #1-15 (maj-styczeń 2016), pojedyncza historia z All-New Marvel NOW! Point One #1.NOW (marzec 2014) | 28.09.2022             |
| 105 | Ultimate X-Men – tom 5                                           | Ultimate X-Men: Ultimate Collection Book 5                                                         | Zeszyty Ultimate X-Men (vol. 1) #46-57 (sierpień 2004-maj 2005) | 26.10.2022             |
| 106 | Punisher Epic Collection – Krąg krwi                             | The Punisher Epic Collection: Circle of Blood                                                      | Zeszyty The Punisher (vol. 1) #1-5 (styczeń-maj 1986), The Punisher (vol. 2) #1-10 (lipiec 1987-sierpień 1988), Daredevil (vol. 1) #257 (sierpień 1988), Marvel Graphic Novel #40 (grudzień 1988) | 26.10.2022             |
| 107 | Ultimate Spider-Man – tom 12                                     | Ultimate Spider-Man: Ultimate Collection Book 12                                                   | Zeszyty Ultimate Comics Spider-Man (vol. 1) #1-14 (październik 2009-listopad 2010) | 26.10.2022             |
| 108 | X-Men: Punkty zwrotne – Masakra mutantów                         | X-Men Milestones: Mutant Massacre                                                                  | Zeszyty Uncanny X-Men (vol. 1) #210-214 (październik-grudzień 1986), X-Factor (vol. 1) #9-11 (październik-grudzień 1986), New Mutants (vol. 1) #46 (grudzień 1986), The Mighty Thor (vol. 1) #373-374 (listopad-grudzień 1986), Power Pack (vol. 1) #27 (grudzień 1986) oraz Daredevil (vol. 1) #238 (styczeń 1987) | 28.11.2022             |
| 109 | Fantastyczna Czwórka – tom 2                                     | Fantastic Four by Jonathan Hickman: The Complete Collection Vol. 2                                 | Zeszyty Fantastic Four (vol. 1) #579-588 (lipiec 2010-kwiecień 2011) oraz FF (vol. 1) #1-5 (maj-sierpień 2011) | 07.12.2022             |
| 110 | Kapitan Ameryka tom 7: Proces Kapitana Ameryki                   | Captain America: Trial of Captain America                                                          | Zeszyty Captain America (vol. 1) #602–615 (marzec 2010-kwiecień 2011), Steve Rogers: Super-Soldier #1-4 (wrzesień-grudzień 2010) oraz Captain America: Who Will Wield the Shield? (luty 2010) | 07.12.2022             |
| 111 | Silver Surfer – tom 2                                            | Silver Surfer Vol. 4: Citizen of Earth                                                             | Zeszyty Silver Surfer (vol. 8) #1-14 (marzec 2016-grudzień 2017) | 25.01.2023             |
| 111 | Silver Surfer – tom 2                                            | Silver Surfer Vol. 5: A Power Greater Than Cosmic                                                  | Zeszyty Silver Surfer (vol. 8) #1-14 (marzec 2016-grudzień 2017) | 25.01.2023             |
| 112 | Amazing Spider-Man Epic Collection – Każdy z każdym              | The Amazing Spider-Man Epic Collection: Round Robin                                                | Zeszyty The Amazing Spider-Man #351-360 (wrzesień 1991-marzec 1992), The Amazing Spider-Man Annual (vol. 1) #25 (wrzesień 1991), The Spectacular Spider-Man Annual #11 (wrzesień 1991), Web of Spider-Man Annual #7 (wrzesień 1991) oraz Spider-Man: Fear Itself (luty 1992) | 08.02.2023             |
| 113 | Kapitan Ameryka tom 8: Amerykańscy marzyciele                    | Captain America: American Dreamers                                                                 | Zeszyty Captain America (vol. 1) #616–619 (maj-sierpień 2011) oraz Captain America (vol. 6) #1-10 (wrzesień 2011-czerwiec 2012) | 22.02.2023             |
| 114 | Ultimate Spider-Man – tom 13                                     | Ultimate Spider-Man: Death of Spider-Man                                                           | Zeszyty Ultimate Comics Spider-Man #15 (grudzień 2010), #150-160 (styczeń-sierpień 2011), Ultimate Comics Avengers vs. New Ultimates #1-6 (kwiecień-wrzesień 2011) oraz Ultimate Comics Fallout #1–6 (wrzesień-październik 2011) | 22.03.2023             |
| 115 | Amazing Spider-Man – tom 1                                       | Amazing Spider-Man by J. Michael Straczynski 1                                                     | Zeszyty The Amazing Spider-Man (vol. 2) #30-45 (styczeń 2001-listopad 2002) | 26.04.2023             |
| 116 | X-Men: Punkty zwrotne – Upadek mutantów                          | X-Men Milestones: Fall Of The Mutants                                                              | Zeszyty Uncanny X-Men (vol. 1) #225-227 (styczeń-marzec 1988), New Mutants (vol. 1) #59-61 (styczeń-marzec 1988) i X-Factor (vol. 1) #24-26 (styczeń-marzec 1988) | 26.04.2023             |
| 117 | Tajna inwazja                                                    | Secret Invasion                                                                                    | Zeszyty Secret Invasion #1-8 (czerwiec 2008-styczeń 2009) | 31.05.2023             |
| 118 | Punisher Epic Collection: Kingpin rządzi                         | The Punisher Epic Collection: Kingpin Rules                                                        | Zeszyty The Punisher (vol. 2) #11-25 (wrzesień 1988-listopad 1989) oraz The Punisher Annual (vol. 1) #1-2 (sierpień 1988-wrzesień 1989) | 28.06.2023             |
| 119 | Amazing Spider-Man Epic Collection. Plaga pająkobójców           | The Amazing Spider-Man Epic Collection: Invasion of the Spider-Slayers                             | Zeszyty The Amazing Spider-Man (vol. 1) #368–377 (listopad 1992-maj 1993), The Amazing Spider-Man Annual (vol. 1) #27 (maj 1993), Spider-Man Special Edition: The Trial of Venom (grudzień 1992) oraz powieść graficzna Spider-Man/Dr. Strange: The Way to Dusty Death (sierpień 1992) | 26.07.2023             |
| 120 | Oto nadchodzi... Daredevil – tom 3                               | Daredevil by Mark Waid, Vol. 3                                                                     | Zeszyty Daredevil (vol. 3) #22-36 (marzec 2013-kwiecień 2014) oraz Indestructible Hulk #9-10 (sierpień-wrzesień 2013) | 26.07.2023             |
| 121 | Moon Knight                                                      | Moon Knight By Bendis & Maleev: The Complete Collection                                            | Zeszyty Moon Knight (vol. 6) #1-12 (lipiec 2011-czerwiec 2012) | 23.08.2023             |
| 122 | Ultimate X-Men – tom 6                                           | Ultimate X-Men: Ultimate Collection Book 6                                                         | Zeszyty Ultimate X-Men (vol. 1) #58-65 (czerwiec 2005-styczeń 2006) oraz Ultimate X-Men Annual #1 (październik 2005) | 23.08.2023             |
| 123 | Marvel Zombies – tom 1                                           | Marvel Zombies: The Complete Collection Vol. 1                                                     | Zeszyty Ultimate Fantastic Four (vol. 1) #21-23, 30-32 (wrzesień-listopad 2005, lipiec-październik 2006) Marvel Zombies (vol. 1) #1-5 (luty-czerwiec 2006), Marvel Zombies: Dead Days (lipiec 2007) oraz Black Panther (vol. 4) #28-30 (lipiec-październik 2007) | 27.09.2023             |
| 124 | Amazing Spider-Man Epic Collection – Rzeź maksymalna             | The Amazing Spider-Man Epic Collection: Maximum Carnage                                            | Pojedyncze historie ze Spider-Man Unlimited (vol. 1) #1-2 (maj, sierpień 1993), zeszyty Web of Spider-Man (vol. 1) #101-103 (czerwiec-sierpień 1993), The Amazing Spider-Man (vol. 1) #378–380 (czerwiec-sierpień 1993), Spider-Man (vol. 1) #35-37 (czerwiec-sierpień 1993), The Spectacular Spider-Man (vol. 1) #201-203 (czerwiec-sierpień 1993) oraz powieść graficzna Spider-Man/Punisher/Sabretooth: Designer Genes (czerwiec 1993) | 27.09.2023             |
| 125 | X-Men: Punkty zwrotne – Inferno                                  | X-Men Milestones: Inferno                                                                          | Zeszyty X-Terminators (vol. 1) #1-4 (październik 1988-styczeń 1989), Uncanny X-Men (vol. 1) #239-243 (grudzień 1988-kwiecień 1989), X-Factor (vol. 1) #35-39 (grudzień 1988-kwiecień 1989) oraz New Mutants (vol. 1) #71-73 (styczeń-marzec 1989) | 25.10.2023             |
| 126 | Zjawiskowa She-Hulk – tom 1                                      | Sensational She-Hulk by John Byrne Vol. 1                                                          | Zeszyty Marvel Graphic Novel #18 (listopad 1985), Sensational She-Hulk #1-8, #31-35 (maj-listopad 1989, wrzesień 1991-styczeń 1992) oraz pojedyncza historia Marvel Comics Presents (vol. 1) #18 (maj 1989) | 25.10.2023             |
| 127 | Amazing Spider-Man – tom 2                                       | Amazing Spider-Man by J. Michael Straczynski 2                                                     | Zeszyty The Amazing Spider-Man (vol. 2) #46-58 (grudzień 2002-listopad 2003), The Amazing Spider-Man (vol. 1) #500-502 (grudzień 2003-luty 2004) | 22.11.2023             |
| 128 | Fantastyczna Czwórka – tom 3                                     | Fantastic Four by Jonathan Hickman: The Complete Collection Vol. 3                                 | Zeszyty FF (vol. 1) #6-16 (wrzesień 2011-maj 2012) oraz Fantastic Four (vol. 1) #600-604 (styczeń-maj 2012) | 22.11.2023             |
| 129 | Wolverine Epic Collection – Noce Madripooru                      | Wolverine Epic Collection: Madripoor Nights                                                        | Zeszyty Marvel Comics Presents (vol. 1) #1-10 (wrzesień 1988-styczeń 1989) Wolverine (vol.2) #1-16 (listopad 1988-listopad 1989) oraz Marvel Age Annual #4 (październik 1988) | 22.11.2023             |
| 130 | Punisher Epic Collection. Powrót do Wielkiego Nic                | The Punisher Epic Collection: Return to Big Nothing                                                | Powieść graficzna Epic Graphic Novel: The Punisher – Return to Big Nothing (czerwiec 1989), zeszyty The Punisher (vol. 2) #26-34 (listopad 1989-czerwiec 1990), Marvel Graphic Novel #51, 64 (wrzesień 1989, październik 1990), Classic Punisher #1 (grudzień 1989) oraz The Punisher Annual (vol. 1) #3 (czerwiec 1990) | 06.12.2023             |
| 131 | Oto nadchodzi... Daredevil – tom 4                               | Daredevil by Mark Waid, Vol. 4                                                                     | Zeszyty Daredevil (vol. 4) #1-18, 1.5, 15.1 (maj 2014-listopad 2015, czerwiec 2014, lipiec 2015) | 06.12.2023             |
| 131 | Oto nadchodzi... Daredevil – tom 4                               | Daredevil by Mark Waid, Vol. 5                                                                     | Zeszyty Daredevil (vol. 4) #1-18, 1.5, 15.1 (maj 2014-listopad 2015, czerwiec 2014, lipiec 2015) | 06.12.2023             |
| 132 | Zjawiskowa She-Hulk – tom 2                                      | Sensational She-Hulk by John Byrne Vol. 2                                                          | Zeszyty Sensational She-Hulk ##36-46 i #48-50 (luty 1992-) | 20.03.2024             |
| 133 | Amazing Spider-Man – tom 3                                       | Amazing Spider-Man by J. Michael Straczynski 3                                                     | Zeszyty The Amazing Spider-Man (vol. 1) #503-518 (marzec 2004-maj 2005) | 20.03.2024             |
| 134 | Kapitan Ameryka tom 9: Stare rany, nowe porządki                 | Captain America: Shock to the System                                                               | Zeszyty Captain America (vol. 6) #11-19 (lipiec 2012-grudzień 2012) oraz Captain America and Bucky (vol. 1) #620-628 (wrzesień 2011-maj 2012) | 24.04.2024             |
| 134 | Kapitan Ameryka tom 9: Stare rany, nowe porządki                 | Captain America: New World Orders                                                                  | Zeszyty Captain America (vol. 6) #11-19 (lipiec 2012-grudzień 2012) oraz Captain America and Bucky (vol. 1) #620-628 (wrzesień 2011-maj 2012) | 24.04.2024             |
| 134 | Kapitan Ameryka tom 9: Stare rany, nowe porządki                 | Captain America & Bucky: Old Wounds                                                                | Zeszyty Captain America (vol. 6) #11-19 (lipiec 2012-grudzień 2012) oraz Captain America and Bucky (vol. 1) #620-628 (wrzesień 2011-maj 2012) | 24.04.2024             |
| 134 | Kapitan Ameryka tom 9: Stare rany, nowe porządki                 | Captain America & Bucky: The Life Story of Bucky Barnes                                            | Zeszyty Captain America (vol. 6) #11-19 (lipiec 2012-grudzień 2012) oraz Captain America and Bucky (vol. 1) #620-628 (wrzesień 2011-maj 2012) | 24.04.2024             |
| 135 | Daredevil. Znowu w czerni – tom 1                                | Daredevil: Back in Black Vol. 1: Chinatown                                                         | Zeszyty All-New, All-Different Point One #1 (grudzień 2015) oraz Daredevil (vol. 5) #1-14 (luty 2016-luty 2017), Daredevil Annual (vol. 4) #1 (październik 2016) | 24.04.2024             |
| 135 | Daredevil. Znowu w czerni – tom 1                                | Daredevil: Back in Black Vol. 2: Supersonic                                                        | Zeszyty All-New, All-Different Point One #1 (grudzień 2015) oraz Daredevil (vol. 5) #1-14 (luty 2016-luty 2017), Daredevil Annual (vol. 4) #1 (październik 2016) | 24.04.2024             |
| 135 | Daredevil. Znowu w czerni – tom 1                                | Daredevil: Back in Black Vol. 3: Dark Arts                                                         | Zeszyty All-New, All-Different Point One #1 (grudzień 2015) oraz Daredevil (vol. 5) #1-14 (luty 2016-luty 2017), Daredevil Annual (vol. 4) #1 (październik 2016) | 24.04.2024             |
| 136 | Amazing Spider-Man Epic Collection – Łowcy bohaterów             | The Amazing Spider-Man Epic Collection: The Hero Killers                                           | Zeszyty The Amazing Spider-Man (vol. 1) #361-367 (kwiecień-październik 1992), The Amazing Spider-Man Annual (vol. 1) #26 (czerwiec 1992), pojedyncze historie z The Spectacular Spider-Man Annual #12 (czerwiec 1992), Web of Spider-Man Annual #8 (czerwiec 1992) i z New Warriors Annual #2 (czerwiec 1992) oraz powieść graficzna The Amazing Spider-Man: Soul of the Hunter (sierpień 1992)                                           | 24.04.2024             |
| 137 | X-Men: Punkty zwrotne – Plan x-terminacji                        | X-Men Milestones: X-Tinction Agenda                                                                | Zeszyty Uncanny X-Men (vol. 1) #235-238, 270-272 (październik-listopad 1988, listopad 1990-styczeń 1991), X-Factor (vol. 1) #60-62 (listopad 1990-styczeń 1991) oraz New Mutants (vol. 1) #95-97 (listopad 1990-styczeń 1991) | 29.05.2024             |
| 138 | Ultimate X-Men – tom 7                                           | Ultimate X-Men: Ultimate Collection Book 7                                                         | Zeszyty Ultimate X-Men (vol. 1) #66-74 (marzec-listopad 2006) oraz Ultimate X-Men Annual #2 (październik 2006) | 29.05.2024             |
| 139 | Punisher Epic Collection – Układanka Jigsawa                     | The Punisher Epic Collection: Jigsaw Puzzle                                                        | Zeszyty The Punisher (vol. 2) #35-48 (lipiec 1990-maj 1991), The Punisher Annual (vol. 1) #4 (maj 1991), The Punisher: No Escape (maj 1990) oraz The Punisher: The Prize (listopad 1990) | 19.06.2024             |
| 140 | Zimowy żołnierz                                                  | Winter Soldier by Ed Brubaker: The Complete Collection                                             | Zeszyty Winter Soldier (vol. 1) #1-14 (kwiecień 2012-marzec 2013) oraz Fear Itself #7.1: Captain America (styczeń 2012) | 17.07.2024             |
| 141 | Marvel Knights Spider-Man – tom 1                                | Spider-Man by Mark Millar: Ultimate Collection                                                     | Zeszyty Marvel Knights: Spider-Man (vol. 1) #1-18 (czerwiec 2004-listopad 2005) | 31.07.2024             |
| 141 | Marvel Knights Spider-Man – tom 1                                | Marvel Knights Spider-Man: Wild Blue Yonder                                                        | Zeszyty Marvel Knights: Spider-Man (vol. 1) #1-18 (czerwiec 2004-listopad 2005) | 31.07.2024             |
| 142 | Thunderbolts                                                     | Thunderbolts by Warren Ellis & Mike Deodato Ultimate Collection                                    | Zeszyty Civil War: The Initiative (marzec 2007) oraz Thunderbolts (vol. 1) #110-125 (marzec 2007-grudzień 2008) | 31.07.2024             |
| 143 | Amazing Spider-Man – tom 4                                       | Amazing Spider-Man by J. Michael Straczynski 4                                                     | Zeszyty The Amazing Spider-Man (vol. 1) #519-528 (czerwiec 2005-marzec 2006), Friendly Neighborhood Spider-Man (vol. 1) #1-4 (grudzień 2005-marzec 2006), Marvel Knights: Spider-Man (vol. 1) #19-22 (grudzień 2005-marzec 2006) | 28.08.2024             |
| 144 | Loki. Agent Asgardu                                              | Loki: Agent of Asgard The Complete Collection                                                      | Zeszyty Loki: Agent of Asgard #1-17 (kwiecień 2014-październik 2015) oraz pojedyncza historia z All-New Marvel NOW! Point One #1.NOW (marzec 2014) | 28.08.2024             |
| 145 | Daredevil. Znowu w czerni – tom 2                                | Daredevil: Back in Black Vol. 4: Identity                                                          | Zeszyty Daredevil (vol. 5) #15-25 (marzec-październik 2017) | 23.10.2024             |
| 145 | Daredevil. Znowu w czerni – tom 2                                | Daredevil: Back in Black Vol. 5: Supreme                                                           | Zeszyty Daredevil (vol. 5) #15-25 (marzec-październik 2017) | 23.10.2024             |
| 146 | Wolverine Epic Collection – Powrót do podstaw                    | Wolverine Epic Collection: Back to Basics                                                          | Zeszyty Wolverine/Nick Fury: The Scorpio Connection (sierpień 1989), Wolverine: The Jungle Adventure (luty 1990) oraz Wolverine (vol.2) #17-30 (grudzień 1989-wrzesień 1990) | 23.10.2024             |
| 148 | Marvel Zombies – tom 2                                           | Marvel Zombies: The Complete Collection Vol. 2                                                     | Zeszyty Marvel Zombies 2 #1-5 (grudzień 2007-kwiecień 2008), Marvel Zombies 3 #1-4 (grudzień-marzec 2009), Marvel Zombies 4 #1-4 (czerwiec-wrzesień 2009) oraz Marvel Zombies Return #1-5 (listopad 2009) | 27.11.2024             |
| 147 | Amazing Spider-Man Epic Collection – Skradzione życie            | The Amazing Spider-Man Epic Collection: Lifetheft                                                  | Zeszyty The Amazing Spider-Man (vol. 1) #381-393 (wrzesień 1993-wrzesień 1994), The Amazing Spider-Man Annual (vol. 1) #28 (maj 1994), Spider-Man (vol. 1) #45 (maj 1994), The Spectacular Spider-Man (vol. 1) #211 (maj 1994), Web of Spider-Man (vol. 1) #112 (maj 1994) oraz The Amazing Spider-Man Ashcan Edition (1994) | 27.11.2024             |
| 149 | Spider-Man/Deadpool. Czyż to nie bromantyczne? – tom 1           | Spider-Man/Deadpool: Isn’t It Bromantic?                                                           | Zeszyty Spider-Man/Deadpool #1-14, 17-18, 1.MU (marzec 2016-kwiecień 2017, lipiec-sierpień 2017, marzec 2017) | 27.11.2024             |
| 150 | Punisher Epic Collection – Najwyższy wymiar kary                 | The Punisher Epic Collection: Capital Punishment                                                   | Zeszyty The Punisher (vol. 2) #63-75 (maj 1992-luty 1993), Punisher: G-Force (maj 1992), Punisher: Die Hard in the Big Easy (lipiec 1992), Marvel Graphic Novel #74 (grudzień 1992) | 04.12.2024             |
| 151 | Fantastyczna Czwórka – tom 4                                     | Fantastic Four by Jonathan Hickman: The Complete Collection Vol. 4                                 | Zeszyty Fantastic Four (vol. 1) #605-611, 605.1 (czerwiec-grudzień 2012, lipiec 2012) oraz FF (vol. 1) #17-23 (czerwiec-grudzień 2012) | 04.12.2024             |

## Marvel Limited
Marvel Limited – ekskluzywna linia wydawnicza Egmont Polska zbierająca komiksy Marvela, wydawana w specjalnym, znacznie powiększonym formacie (zwykle 225×344 mm).
Linia ukazuje się od września 2020 roku.

### Lista tomów Marvel Limited wydanych w Polsce
| Lp. | Tytuł polski                               | Tytuł oryginalny                   | Zawartość | Data polskiego wydania |
| --- | ------------------------------------------ | ---------------------------------- | --- | ---------------------- |
| 1   | Przedwieczni: Gdy bogowie kroczą po ziemi! | Eternals by Jack Kirby             | Zeszyty Eternals (vol. 1) #1-19 (lipiec 1976-styczeń 1978) oraz Eternals Annual #1 (sierpień 1977)                                                                                         | 23.09.2020             |
| 2   | Havok i Wolverine: Stopiony                | Havok & Wolverine: Meltdown        | Zeszyty Havok & Wolverine: Meltdown ̩#1-4 (grudzień 1988-styczeń 1989) | 19.05.2021             |
| 3   | Doktor Strange                             | Doctor Strange Omnibus Vol. 1      | Zeszyty Strange Tales (vol. 1) #110-111, 114-146 (lipiec-sierpień 1963, listopad 1963-lipiec 1966) oraz pojedyncza historia z The Amazing Spider-Man Annual (vol. 1) #2 (październik 1965) | 27.10.2021             |
| 4   | Fantastyczna Czwórka: Pełne koło           | Fantastic Four: Full Circle        | Powieść graficzna Fantastic Four: Full Circle (wrzesień 2022) | 25.10.2023             |
| 5   | Wolverine: Broń X                          | Wolverine: Weapon X Deluxe Edition | Zeszyty Marvel Comics Presents (vol. 1) #72-84 (marzec-wrzesień 1991), The Uncanny X-Men (vol. 1) #205 (maj 1986) oraz materiały z Wolverine (vol. 2) #166 (wrzesień 2001)                 | 11.09.2024             |

## Marvel Deluxe
Marvel Deluxe – linia wydawnicza Egmont Polska zbierająca komiksy Marvela, analogiczna do serii DC Deluxe. Komiksy ukazują się w zróżnicowanej formie, bez konkretnego wzorca – jedynym wspólnym czynnikiem serii jest format (180×275 mm). 
Linia ukazuje się od września 2021 roku.

### Lista tomów Marvel Deluxe wydanych w Polsce
| Lp. | Tytuł polski                    | Tytuł oryginalny                         | Zawartość | Data polskiego wydania |
| --- | ------------------------------- | ---------------------------------------- | --- | ---------------------- |
| 1   | X-Men: Wielki Projekt           | X-Men: Grand Design                      | Zeszyty X-Men: Grand Design #1-2 (grudzień 2017-styczeń 2018), X-Men: Grand Design – Second Genesis #1-2 (lipiec-sierpień 2018), X-Men: Grand Design – X-Tinction #1-2 (maj-czerwiec 2019), X-Men (vol. 1) #1 (wrzesień 1963), Giant-Size X-Men #1 (czerwiec 1975) oraz Uncanny X-Men (vol. 1) #268 ( wrzesień 1990) | 29.09.2021             |
| 2   | Spider-Man: Historia życia      | Spider-Man: Life Story                   | Zeszyty Spider-Man: Life Story #1-6 (marzec-sierpień 2019) | 27.10.2021             |
| 3   | Elektra i Wolverine: Odkupienie | Elektra and Wolverine: The Redeemer      | Zeszyty Elektra and Wolverine: The Redeemer (listopad, styczeń-luty 2002) | 12.10.2022             |
| 4   | New Mutants                     | New Mutants: The Demon Bear Saga         | Zeszyty New Mutants (vol.1) #18-31 (sierpień 1984-wrzesień 1985) | 25.10.2023             |
| 5   | Spider-Man Noir                 | Spider-Man Noir: The Complete Collection | Zeszyty Spider-Man Noir #1-4 (luty-maj 2009), Spider-Man Noir: Eyes Without a Face #1-4 (luty-maj 2010), Edge of Spider-Verse (vol. 1) #1 (listopad 2014), Spider-Geddon: Spider-Man Noir Video Comic (2019), Spider-Verse Team-Up #1 (styczeń 2015) oraz Spider-Man Noir (vol. 2) #1-5 (maj-grudzień 2020)          | 28.02.2024             |
| 5   | Spider-Man Noir                 | Spider-Man Noir: Twilight in Babylon     | Zeszyty Spider-Man Noir #1-4 (luty-maj 2009), Spider-Man Noir: Eyes Without a Face #1-4 (luty-maj 2010), Edge of Spider-Verse (vol. 1) #1 (listopad 2014), Spider-Geddon: Spider-Man Noir Video Comic (2019), Spider-Verse Team-Up #1 (styczeń 2015) oraz Spider-Man Noir (vol. 2) #1-5 (maj-grudzień 2020)          | 28.02.2024             |
| 6   | Marvel Noir                     | Marvel Noir                              | Zeszyty Daredevil Noir #1-4 (czerwiec-wrzesień 2009), Luke Cage Noir #1-4 (październik 2009-styczeń 2010), Iron Man Noir #1-4 (czerwiec-wrzesień 2010) oraz Punisher Noir #1-4 (październik 2009-styczeń 2010) | 11.09.2024             |